# Aspidiophorus heterodermus
Aspidiophorus heterodermus är en djurart som tillhör fylumet bukhårsdjur, och. Aspidiophorus heterodermus ingår i släktet Aspidiophorus och familjen Chaetonotidae.

## Underarter
Arten delas in i följande underarter:
- A. h. heterodermus
- A. h. levantinus